# Haddaway (álbum)
Haddaway (también conocido como The Album y L'Album en Francia) es el primer álbum del artista de música eurodance Haddaway. Fue lanzado en mayo de 1993 por Coconut Records. Incluye los exitosos sencillos "What Is Love" y "Life". El sencillo principal, "What Is Love", obtuvo la certificación de oro por la RIAA tras vender más de 500 mil copias.

## Canciones
| Haddaway — versión estándar |                                         |                                           |          |  |
| N.º                         | Título                                  | Productor(es)                             | Duración |  |
| 1.                          | «What Is Love»                          | Halligan Torello                          | 4:27     |  |
| 2.                          | «Shout»                                 | Halligan Torello                          | 4:33     |  |
| 3.                          | «Yeah»                                  | Halligan Torello                          | 3:41     |  |
| 4.                          | «Rock My Heart»                         | Halligan Torello                          | 4:16     |  |
| 5.                          | «When the Feeling's Gone»               | Halligan Torello                          | 4:15     |  |
| 6.                          | «What Is Love» (Rapino Brothers mix)    | Halligan Torello The Rapino Brothers [a]  | 3:48     |  |
| 7.                          | «Life»                                  | Halligan Torello                          | 4:18     |  |
| 8.                          | «Mama's House»                          | Halligan Torello                          | 4:03     |  |
| 9.                          | «Come Back (Love Has Got a Hold On Me)» | Halligan Torello                          | 3:57     |  |
| 10.                         | «Sing About Love»                       | Trime Haddaway Bee                        | 4:40     |  |
| 11.                         | «I Miss You»                            | Halligan Torello                          | 4:12     |  |
| 12.                         | «Life» (album re-mix)                   | Halligan Torello Gary Jones [a] Trime [a] | 4:30     |  |

| The Album — segunda edición |                                         |                                           |          |  |
| N.º                         | Título                                  | Productor(es)                             | Duración |  |
| 1.                          | «What Is Love»                          | Halligan Torello                          | 4:27     |  |
| 2.                          | «Life» (radio edit)                     | Halligan Torello                          | 4:15     |  |
| 3.                          | «Yeah»                                  | Halligan Torello                          | 3:41     |  |
| 4.                          | «Come Back (Love Has Got a Hold On Me)» | Halligan Torello                          | 4:16     |  |
| 5.                          | «I Miss You» (radio edit)               | Halligan Torello                          | 4:15     |  |
| 6.                          | «What Is Love» (Rapino Brothers mix)    | Halligan Torello The Rapino Brothers [a]  | 3:48     |  |
| 7.                          | «Stir It Up»                            | Halligan Torello                          | 4:45     |  |
| 8.                          | «When the Feeling's Gone»               | Halligan Torello                          | 4:15     |  |
| 9.                          | «Sing About Love»                       | Trime Haddaway Bee                        | 4:40     |  |
| 10.                         | «Mama's House»                          | Halligan Torello                          | 4:03     |  |
| 11.                         | «Rock My Heart»                         | Halligan Torello                          | 4:16     |  |
| 12.                         | «Tell Me Where It Hurts»                | Halligan Torello                          | 4:09     |  |
| 13.                         | «Shout»                                 | Halligan Torello                          | 4:33     |  |
| 14.                         | «Life» (album re-mix)                   | Halligan Torello Gary Jones [a] Trime [a] | 4:44     |  |

| Haddaway — versión norteamericana |                                                                 |                                           |          |  |
| N.º                               | Título                                                          | Productor(es)                             | Duración |  |
| 1.                                | «What Is Love»                                                  | Halligan Torello                          | 4:31     |  |
| 2.                                | «Life (Everybody Needs Somebody to Love)»                       | Halligan Torello                          | 4:19     |  |
| 3.                                | «Yeah»                                                          | Halligan Torello                          | 3:43     |  |
| 4.                                | «Come Back (Love Has Got a Hold On Me)»                         | Halligan Torello                          | 4:01     |  |
| 5.                                | «I Miss You» (radio edit)                                       | Halligan Torello                          | 3:41     |  |
| 6.                                | «What Is Love» (Rapino Brothers mix)                            | Halligan Torello The Rapino Brothers [a]  | 3:50     |  |
| 7.                                | «Stir It Up»                                                    | Halligan Torello                          | 4:25     |  |
| 8.                                | «Sing About Love»                                               | Trime Haddaway Bee                        | 4:43     |  |
| 9.                                | «Mama's House»                                                  | Halligan Torello                          | 4:05     |  |
| 10.                               | «Rock My Heart»                                                 | Halligan Torello                          | 4:20     |  |
| 11.                               | «Tell Me Where It Hurts»                                        | Halligan Torello                          | 4:12     |  |
| 12.                               | «Shout»                                                         | Halligan Torello                          | 4:36     |  |
| 13.                               | «Life (Everybody Needs Somebody to Love)» (Mission Control mix) | Halligan Torello Gary Jones [a] Trime [a] | 7:02     |  |

Notas
- [a] indica un remezclador (remixer)

## Personal
- Todas las canciones fueron arregladas por Dee Dee Halligan y Alex Trime, excepto por "Yeah" y "Mama's House" (arregladas por Trime/Haddaway/Gary Jones) y "Sing About Love" (arreglada por Trime/Haddaway)
- Producido por Dee Dee Halligan y Junior Torello, excepto "Sing About Love" (producida por Haddaway, Alex Trime y Walter Bee)
- Grabado y mezclado por Gary Jones, excepto la canción 7 (mezclada por Gary Jones y Henning McCoy), en Coconut Records
- Canción 6 remezclada por The Rapino Brothers; canción 12 remezclada por Jones/Trime
- Todas las canciones en su grabación original publicada por A La Carte Music.
- Haddaway – voces principales
- Lisa Noya, Elkie Schlimbach, Rena T. Otta – voces de apoyo
- Alex Trime – teclados

## Listas
| Lista (1993–94)               | Posición más alta |
| ----------------------------- | ----------------- |
| Australian Albums Chart       | 73                |
| Austrian Albums Chart         | 12                |
| Dutch Albums Chart            | 16                |
| Finnish Albums Chart          | 1                 |
| French Albums Chart           | 17                |
| German Albums Chart           | 5                 |
| Japanese Albums Chart         | 12                |
| Norwegian Albums Chart        | 5                 |
| Swedish Albums Chart          | 3                 |
| Swiss Albums Chart            | 2                 |
| UK Albums Chart               | 9                 |
| US Billboard 200 Albums Chart | 111               |

### Certificaciones y ventas
| Región                                                                                                  | Certificación | Unidades certificadas/Ventas |
| --- | ------------- | ---------------------------- |
| France (SNEP)                                                                                           | none          | 236,000*                     |
| *cifras de ventas basadas solo en la certificación^cifras de despachos basadas solo en la certificación |               |                              |